# NBA 2K2
NBA 2K2 är det tredje spelet i NBA 2K-serien, och utvecklades av Visual Concepts och utgavs av Sega Sports. Spelet släpptes den 24 oktober 2001 till Sega Dreamcast för att senare porteras till Playstation 2, Nintendo Gamecube och Xbox 2002. Spelet innehåller fler streetbasketplaner, bland andra J. Mora Moss House, Fonde Rec Center och Venice strand, även om de gamla planerna som använts i NBA 2K1 också finns tillgängliga.  Spelet var också det första i serien att släppas till flera olika format, och också det sista att släppas till Sega Dreamcast. Spelomslaget pryds av Allen Iverson.
Föreutom klubbar, spelare och arenor från NBA-säsongen 2001/2002 förekommer också framgångsrika spelare från tidigare säsonger, som Michael Jordan, Larry Bird, Julius Erving, Wilt Chamberlain, Magic Johnson och Bill Russell.

### Fotnoter
1. ↑  NBA 2K2 Overview Arkiverad 14 november 2014 hämtat från the Wayback Machine.